# Estación Aeronaval de Teacapán
La Estación Aeronaval de Teacapán ó Aeropuerto Nacional de Escuinapa (Código ICAO:MXNT - Código DGAC: ADM) es un pequeño aerodrómo militar ubicado 2 kilómetros al este de Teacapán, unos 33 kilómetros al sur de Escuinapa y que ocasionalmente se le da uso para aviación general. Cuenta con una pista asfaltada de 2000 metros de largo y 40 m de ancho y una plataforma de aviación de 90x85 metros (7650 metros cuadrados). En 2014 se invirtieron más de 61 millones de pesos por parte del gobierno de Sinaloa para el recubrimiento asfáltico de la pista de aterrizaje.
Para 2018 se tiene contemplado que el aeropuerto sea abierto a aviación general y que sus instalaciones puedan ser usadas para pruebas de drones por parte de la empresa española Singular Aircraft” 